# Distretto di Papum Pare
Il distretto di Papum Pare è un distretto dell'Arunachal Pradesh, in India. Il suo capoluogo è Yupia.
Confina a nord con il distretto di Kurung Kumey, ad est con il distretto del Basso Subansiri, ad ovest con quello del Kameng Orientale e a sud con lo stato dell'Assam.
Il nome del distretto deriva da quello dei due principali fiumi che lo attraversano, il Papum e il Pare.

## Geografia
Il territorio è per lo più montuoso, i rilievi raggiungono i 1.200 m s.l.m.